# Chōsokabe Motochika
Chōsokabe Motochika (長宗我部元親?   1539 – 11 de julio de 1599) fue un samurái y daimyō del período Sengoku en Japón. Fue el vigésimo primer líder del clan Chōsokabe, localizado en la Provincia de Tosa (actual Prefectura de Kōchi).

## Primeros años y ascenso

Mon del clan Chosokabe

Era hijo y heredero de Chōsokabe Kunichika y su madre era hija del clan Saitō de la provincia de Mino. Su nombre de infancia era Yasaburō (Se dice que era Yasaburo). nacido en Castillo Okō en el distrito Nagaoka de Tosa.
Motochika era un joven tranquilo y se decía que su padre se preocupaba por la naturaleza amable del niño (parece haber sido apodado Himewako, o "Pequeña Princesa"; las preocupaciones de Kunichika se evaporaron cuando Motochika demostró ser un guerrero hábil y valiente);
Cuando Motochika alcanzó la mayoría de edad, su padre ya había comenzado a alejarse de la familia Ichijō, y Motochika continuaría con su trabajo.
En 1560, en la Batalla de Tonomoto, Chōsokabe Kunichika capturó el castillo de Nagahama del clan Motoyama. En respuesta a esto, Motoyama Shigetoki partió del castillo de Asakura con 2.500 hombres para recuperar el castillo. Kunichika lo interceptó con 1.000 soldados cerca del castillo de Nagahama. Esta batalla se caracteriza por ser la primera batalla de Chōsokabe Motochika, en la que luchó con valentía, impresionando enormemente a su padre y sus sirvientes.
En 1562, Chōsokabe Motochika atacó el castillo de Asakura (Kōchi (ciudad)) derrotó a Motoyama Shigetoki y al formar alianzas con familias locales, Motochika pudo construir su base de poder en la llanura de Kōchi (Prefectura de Kōchi) ].
En 1569, aunque tuvo cuidado de permanecer ostensiblemente leal a la familia Ichijō durante los siguientes años, el poder de Motochika creció hasta el punto de que fue lo suficientemente fuerte como para marchar contra el clan Aki rival del este de Tosa con 7.000 hombres, derrotó a Aki Kunitora en la Batalla de Yanagare, y luego tomó el Castillo de Aki.
En el transcurso de la década se le concedió el rango de la corte "Ministerio de la Casa Imperial" (Kunai shō) y tenía suficiente confianza después de la reducción de Aki para finalmente volverse contra el  Familia Ichijō.

## Unificación de Shikoku

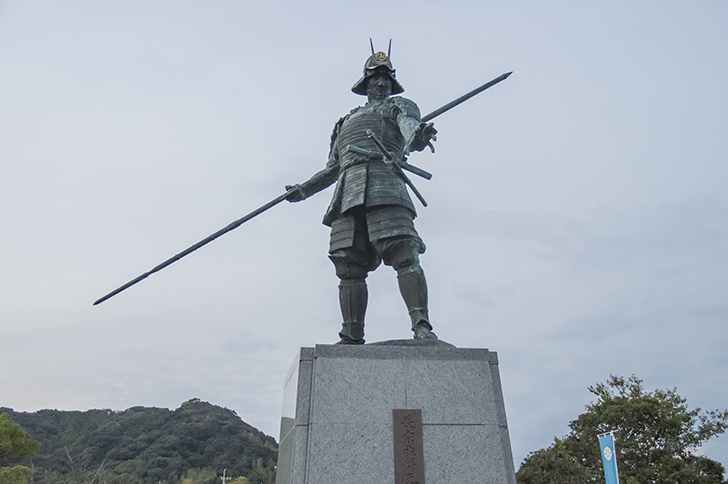
Estatua de Chōsokabe Motochika

En 1573, cuando todavía era señor del distrito Hata de Tosa, Ichijō Kanesada era impopular y ya había sufrido la deserción de varios sirvientes importantes. Aprovechando la oportunidad, Motochika y su hermano Kōsokabe Chikayasu la desperdiciaron. No hubo tiempo para marchar para atacar el cuartel general de Ichijō en Nakamura (Nakamura, Kōchi) y Kanesada huyó a Bungo (Provincia de Bungo)], derrotado.
En 1575, en la Batalla de Shimantogawa (Batalla de Watarigawa), derrotó a la familia Ichijo.
Así acabó haciéndose con el control de la Provincia de Tosa.

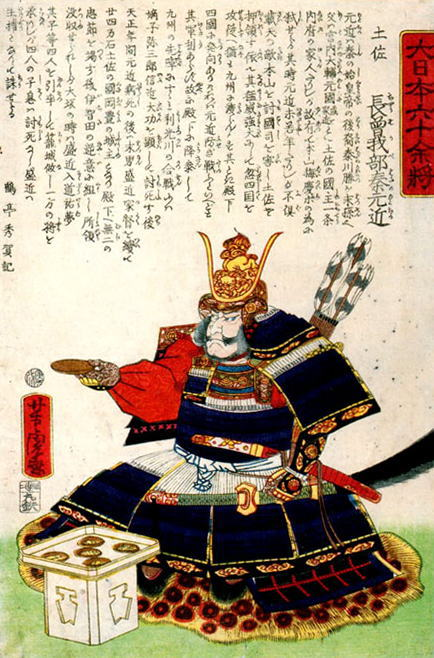
Chosokabe Motochika con Armadura Completa

Después de su conquista de Tosa, Motochika giró hacia el norte y se preparó para una invasión de la provincia de Iyo. El señor de esa provincia era Kōno Michinao, un daimyo que una vez había sido expulsado de su dominio por el clan Utsunomiya. regresando sólo con la ayuda del poderoso clan Mōri. Sin embargo, era poco probable que Kōno pudiera contar con ese tipo de ayuda nuevamente ya que los Mōri estaban envueltos en una guerra con Oda Nobunaga. Sin embargo, la campaña de Chōsokabe en Iyo no lo hizo. salir sin problemas.
En 1579, un ejército Chōsokabe de 7.000 hombres, comandado por Kumu Yorinobu, se enfrentó a las fuerzas de Kōno Michinao, lideradas por Doi Kiyonaga en la Batalla de Mimaomote. En la batalla que siguió, Kumu Yorinobu. fue asesinado y su ejército derrotado, aunque la pérdida resultó poco más que un retraso desafortunado. Al año siguiente, Motochika condujo a unos 30.000 hombres a la provincia de Iyo y obligó a Kōno Michinao a huir a la provincia de Bungo
Con poca interferencia de los Mōri o los Ōtomo, Chōsokabe fue libre de seguir adelante, y en 1582, intensificó las incursiones en curso en la provincia de Awa (Provincia de Awa (Tokushima)) y derrotó a Sogō Masayasu y a los Clan Miyoshi en la Batalla de Nakatomigawa.
Más tarde, Motochika avanzó a la provincia de Sanuki y derrotó a Sengoku Hidehisa en la Batalla de Hiketa.
En 1583, Chōsokabe Motochika había controlado Provincia de Tosa, Provincia de Iyo y sometido tanto a Provincia de Awa (Tokushima) como a Provincia de Sanuki.
Durante la década siguiente, extendió su poder a toda la isla de Shikoku, haciendo realidad el sueño de Motochika de gobernar todo Shikoku.

## Conflicto con Hideyoshi

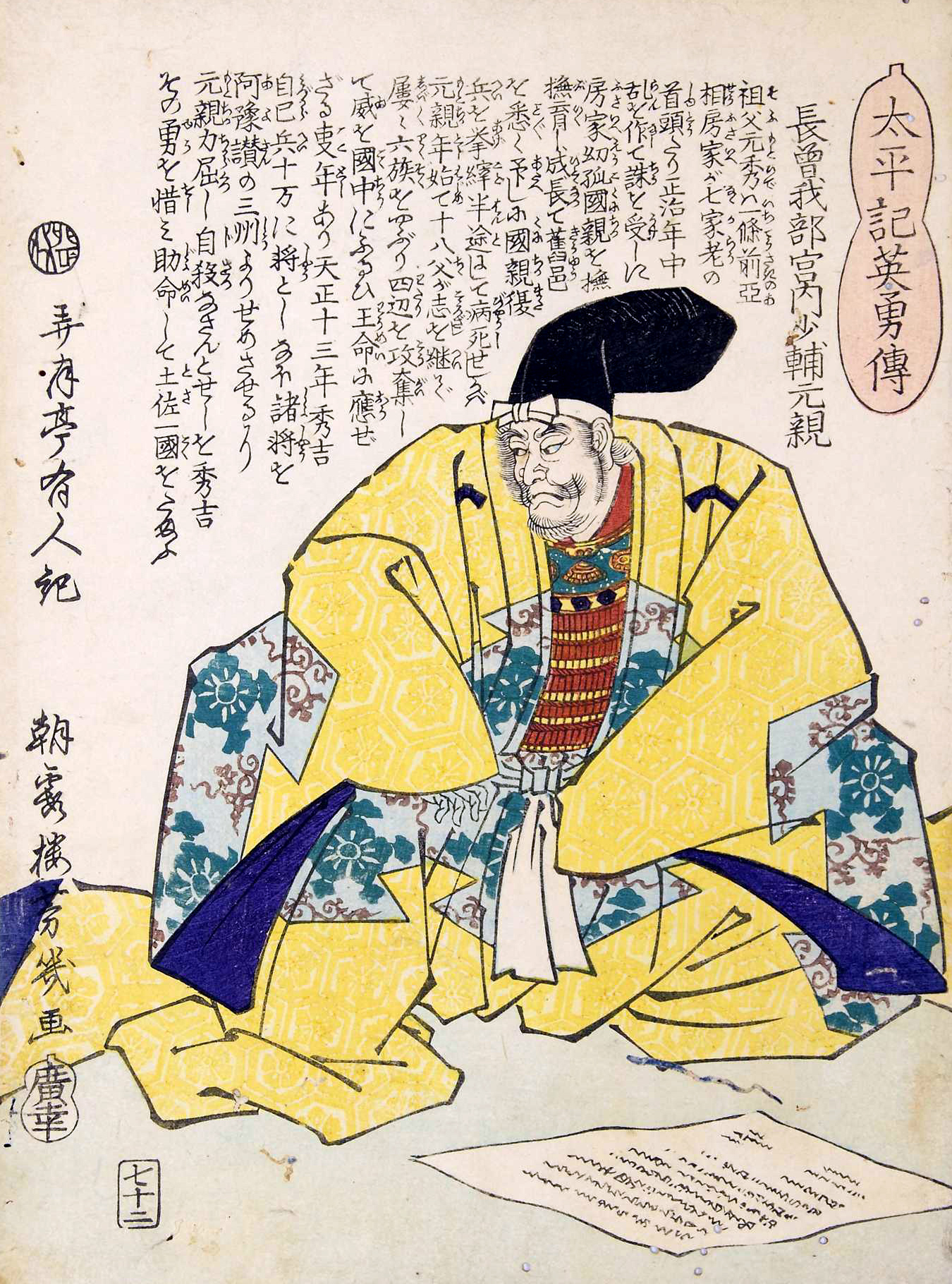
Imagen de Chōsokabe Motochika

En 1584, Toyotomi Hideyoshi obtuvo una victoria política contra Tokugawa Ieyasu, asegurando su posición como caudillo supremo. Hideyoshi comenzó a expandir su dominio desde fuera de su base en el centro de Honshu y decidió invadir Shikoku.
En 1585, Toyotomi Hideyoshi lanzó un ataque contra Chōsokabe Motochika y se apoderó de la isla Shikoku, la más pequeña de las cuatro islas principales de Japón.

### Campaña de Shikoku
En 1585, las fuerzas de Toyotomi invadieron la isla de Shikoku: 233, 236, 241  con una fuerza de 113.000 hombres, liderados por Ukita Hideie, Kobayakawa Takakage, Kikkawa Motoharu, Hashiba Hidenaga y Hashiba Hidetsugu contra 40.000 soldados del clan Chōsokabe.
A pesar del abrumador tamaño del ejército de Hideyoshi, Chōsokabe decidió luchar para defender sus territorios. Las batallas de la campaña culminaron con el asedio del castillo de Ichinomiya, que duró 26 días. Motochika se rindió y perdió las provincias de Awa, Sanuki e Iyo; Hideyoshi le permitió conservar Tosa.
En 1585, las fuerzas de Toyotomi invadieron la isla de Shikoku: 233, 236, 241  con una fuerza de 113.000 hombres, liderados por Ukita Hideie, Kobayakawa Takakage, Kikkawa Motoharu, Hashiba Hidenaga y Hashiba Hidetsugu contra 40.000 soldados del clan Chōsokabe.
A pesar del abrumador tamaño del ejército de Hideyoshi, Chōsokabe decidió luchar para defender sus territorios. Las batallas de la campaña culminaron con el asedio del castillo de Ichinomiya, que duró 26 días.
Motochika se rindió y perdió las provincias de Awa, Sanuki e Iyo; Hideyoshi le permitió conservar Tosa.

## Servicio bajo el mando de Hideyoshi
Bajo el mando de Hideyoshi, en 1587 Motochika, Kōsokabe Chikayasu y su hijo Nobuchika participaron en la invasión de la vecina Kyūshū, en la que Nobuchika murió en la batalla de Hetsugigawa. En 1590, Motochika lideró una flota en el Asedio de Shimoda y el Asedio de Odawara, y también luchó en las Invasiones japonesas de Corea en 1592.
En 1596, el barco español San Felipe naufragó en territorio de Chōsokabe mientras se dirigía de Manila a Acapulco. Motochika se apoderó del cargamento del barco y el incidente se intensificó hasta llegar a Hideyoshi, lo que llevó a la crucifixión de 26 cristianos en Nagasaki, la primera persecución letal de cristianos por parte del estado en Japón.

## Muerte

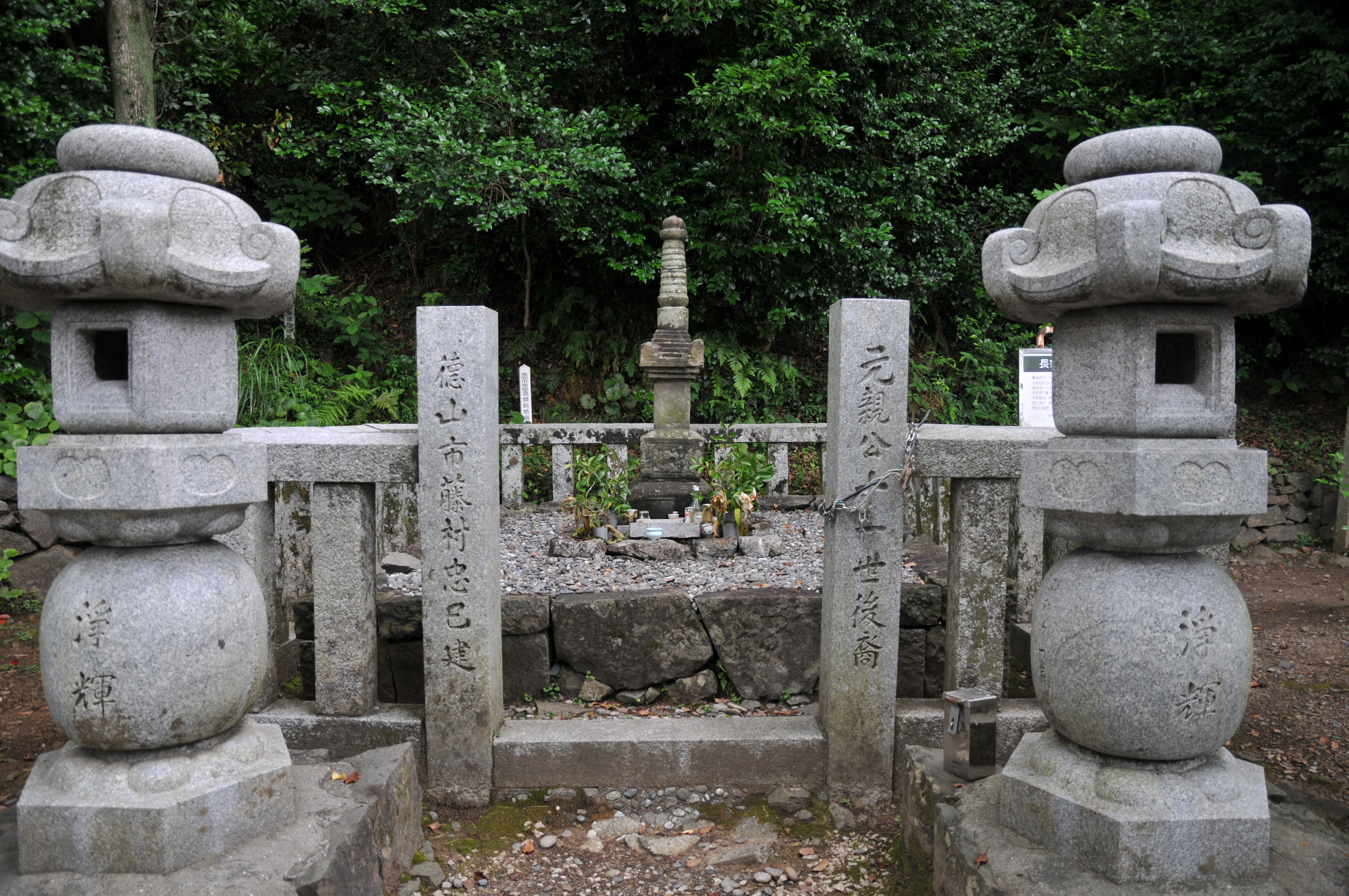
Tumba de Chosokabe Motochika

Chosokabe  Motochika murió en 1599 a la edad de 60 años en su mansión en Fushimi. Su sucesor fue Chōsokabe Morichika.

## Legado
Además de su liderazgo, Motochika es recordado por su "Código de 100 artículos del Chōsokabe" y su lucha por fundar una ciudad-castillo económicamente fuerte, trasladándose a lo largo de su carrera de Oko a Otazaka y luego a Urado.

## Familia
- Padre: Chōsokabe Kunichika (1504–1560)
- Madre: Hija del clan Saitō
- Hermano menor
  - Kira Chikasada (1541–1576), segundo hijo de Kunichika. Compartió su primera batalla con su hermano mayor, Motochika, en Nagahama. Adoptado por el clan Kira por orden de su hermano y se convirtió en sirviente de la familia. Ayudó a su hermano en la lucha contra el clan Ichijo hasta que murió de enfermedad en 1576.
  - Kōsokabe Chikayasu (1543–1593), tercer hijo de Kunichika. Fue adoptado por Kōsokabe Chikahide del clan Kōsokabe. Luchó en todas las campañas de Motochika y en la Campaña de Kyushu de Toyotomi.
  - Shima Chikamasu (fallecido en 1571), cuarto hijo de Kunichika. Se unió al clan Shima para satisfacer las demandas de un heredero. Se lo conocía como un valiente guerrero que luchó en la campaña de Motochika para acabar con el clan Motoyama.
- Esposa: Lady Motochika (fallecida en 1583) ** Concubina: Koshōshō o Lady Ōgata *Hijos: ** Chōsokabe Nobuchika (1565–1587) de Lady Motochika ** Kagawa Chikakazu (1567–1587) de Lady Motochika ** Tsuno Chikatada (1572–1600) de Lady Motochi ka ** Chōsokabe Morichika (1575–1615) por Lady Motochika ** Chōsokabe Ukondaifu (1583-1615) por Lady Ogata ** Chōsokabe Yasutoyo (nacida en 1599) *Hijas: ** Hija desconocida (esposa de Ichijō Tadamasa) por Lady Motochika
  - Akohime (esposa de Satake Chikanao) por Lady Motochika
  - Hija desconocida (esposa de Kira Chikazane) por Lady Motochika
  - Hija desconocida (esposa de Yoshimatsu Jūzaemon) por Lady Motochika

## En la cultura popular
En la película mexicana de 1949 Felipe de Jesús, el personaje del Príncipe Chokozabe (sic) es interpretado por Rodolfo Acosta.
Es un personaje jugable en Pokémon Conquest, con sus compañeros Pokémon siendo Dewott y Samurott.
Motochika es un personaje jugable desde Samurai Warriors 2 Xtreme Legends en adelante, donde maneja un shamisen, continuamente se llama a sí mismo como "El Rey Murciélago", debido a que Nobunaga históricamente se refería a él como "el murciélago que se niega a volar lejos de su hogar".
Motochika también es un personaje jugable en el juego de Sony PlayStation, Sengoku Basara, donde empuña un ancla y aparece como un pirata. También aparece en la adaptación al anime del juego Sengoku Basara: Samurai Kings.
También es un personaje jugable en varios juegos de estrategia de Koei, como señor de la guerra seleccionable en la serie Nobunaga's Ambition, y como personaje desbloqueable en Taikou Risshiden IV y V.
Es un señor de la guerra jugable en Total War:Shogun 2.